# Tristesse beau visage
Pour plus de détails, voir Fiche technique et Distribution.
Tristesse beau visage est un film français réalisé par Jean Paul Civeyrac et sorti en 2004.

## Fiche technique
- Titre : Tristesse beau visage
- Réalisation : Jean Paul Civeyrac
- Scénario : Jean Paul Civeyrac
- Photographie : Céline Bozon
- Décors : Brigitte Brasssart
- Son : Sébastien Savine
- Montage : Sylvie Fauthoux
- Production : Les Films Hatari - Arte France - Le Second Souffle
- Pays :  France
- Durée : 17 minutes
- Date de sortie : France - mai 2004 (présentation au Festival de Cannes)

## Distribution
- Thomas Durand : Orphée
- Mélanie Decroix : Eurydice
- Samuel Ben Haïm : Acis
- Natacha Félix : Castalie
- Alice Dubuisson
- Nuno Bizarro
- Enora Malagré

## Sélection
- Festival de Cannes 2004 (sélection de la Quinzaine des réalisateurs)[1]